# Course sur route individuelle masculine de cyclisme sur route aux Jeux olympiques de 1920
Navigation
Stockholm 1912 Paris 1924
La course sur route individuelle masculine de cyclisme sur route, épreuve de cyclisme des Jeux olympiques d'été de 1920, a lieu le 12 août 1920 à Anvers en Belgique.
Elle consiste en une course contre-la-montre de 175 km, dont l'arrivée est située au Vélodrome de Zurenborg d'Anvers.
Pour les pays comptant au moins quatre participants, les temps de leurs quatre meilleurs coureurs lors de cette course sont additionnés afin de réaliser le classement de la course par équipes.
| Rang                                | Cycliste           | Pays            | Temps           |
| ----------------------------------- | ------------------ | --------------- | --------------- |
| Médaille d'or, Jeux olympiques      | Harry Stenqvist    | Suède           | 4 h 40 min 1 s  |
| Médaille d'argent, Jeux olympiques  | Henry Kaltenbrun   | Afrique du Sud  | 4 h 41 min 26 s |
| Médaille de bronze, Jeux olympiques | Fernand Canteloube | France          | 4 h 42 min 54 s |
| 4                                   | Jean Janssens      | Belgique        | 4 h 44 min 20 s |
| 5                                   | Albert De Bunné    | Belgique        | 4 h 45 min 23 s |
| 6                                   | Georges Detreille  | France          | 4 h 46 min 13 s |
| 7                                   | Ragnar Malm        | Suède           | 4 h 46 min 22 s |
| 8                                   | Petrus Ikelaar     | Pays-Bas        | 4 h 46 min 54 s |
| 9                                   | William Genders    | Grande-Bretagne | 4 h 50 min 23 s |
| 10                                  | Achille Souchard   | France          | 4 h 51 min 56 s |
| 11                                  | Johan Johansen     | Danemark        | 4 h 52 min 0 s  |
| 12                                  | Axel Persson       | Suède           | 4 h 53 min 43 s |
| 13                                  | Ernest Kockler     | États-Unis      | 4 h 55 min 12 s |
| 14                                  | Marcel Gobillot    | France          | 4 h 55 min 39 s |
| 15                                  | André Vercruysse   | Belgique        | 4 h 55 min 41 s |
| 16                                  | Federico Gay       | Italie          | 4 h 57 min 21 s |
| 17                                  | Johan Lundgren     | Danemark        | 4 h 58 min 1 s  |
| 18                                  | Leon Meredith      | Grande-Bretagne | 4 h 58 min 55 s |
| 19                                  | Kristian Frisch    | Danemark        | 5 h 1 min 18 s  |
| 20                                  | Georg Claussen     | Danemark        | 5 h 2 min 12 s  |
| 21                                  | Pietro Bestetti    | Italie          | 5 h 2 min 15 s  |
| 22                                  | Sigfrid Lundberg   | Suède           | 5 h 3 min 2 s   |
| 23                                  | Albert Wyckmans    | Belgique        | 5 h 3 min 19 s  |
| 24                                  | Camillo Arduino    | Italie          | 5 h 5 min 26 s  |
| 25                                  | Nicolaas de Jong   | Pays-Bas        | 5 h 6 min 46 s  |
| 26                                  | David Marsh        | Grande-Bretagne | 5 h 9 min 23 s  |
| 27                                  | Arie van der Stel  | Pays-Bas        | 5 h 12 min 42 s |
| 28                                  | Helge Flatby       | Norvège         | 5 h 12 min 50 s |
| 29                                  | Paul Henrichsen    | Norvège         | 5 h 13 min 23 s |
| 30                                  | August Nogara      | États-Unis      | 5 h 20 min 8 s  |
| 31                                  | Herbert McDonald   | Canada          | 5 h 20 min 34 s |
| 32                                  | Dante Ghindani     | Italie          | 5 h 21 min 50 s |
| 33                                  | Pieter Kloppenburg | Pays-Bas        | 5 h 22 min 16 s |
| 34                                  | Josef Procházka    | Tchécoslovaquie | 5 h 23 min 31 s |
| 35                                  | Olaf Nygaard       | Norvège         | 5 h 24 min 56 s |
| 36                                  | Ladislav Janoušek  | Tchécoslovaquie | 5 h 29 min 23 s |
| 37                                  | James Freeman      | États-Unis      | 5 h 29 min 26 s |
| 38                                  | Harry Martin       | Canada          | 5 h 30 min 16 s |
| 39                                  | František Kundert  | Tchécoslovaquie | 5 h 38 min 7 s  |
| 40                                  | Bohumil Rameš      | Tchécoslovaquie | 5 h 39 min 0 s  |
| 41                                  | Thorstein Stryken  | Norvège         | 5 h 44 min 1 s  |
| 42                                  | John Otto          | États-Unis      | 5 h 47 min 50 s |
| -                                   | Norman Webster     | Canada          | abandon         |
| -                                   | Harold Bounsell    | Canada          | abandon         |
| -                                   | Edward Newell      | Grande-Bretagne | abandon         |
| -                                   | James Walker       | Afrique du Sud  | abandon         |